# Stazione di Ora (FEVF)
Stazione di Ora 1963-ban bezárt vasútállomás Olaszországban, Trentino-Alto Adige régióban, Ora településen.

## Vasútvonalak
Az állomást az alábbi vasútvonalak érintették:
- Val di Fiemme-vasútvonal

## Kapcsolódó állomások
A vasútállomáshoz az alábbi állomások vannak a legközelebb: 
- Stazione di Ora
- Ora Paese railway stop